# Київоблгаз
АТ «Київоблга́з» — акціонерне товариство з головним офісом у м. Боярці Київської області, яке забезпечує  розподіл (доставку) природного газу майже 1 млн. побутових (фізичних) споживачів та понад 8 тис. юридичних осіб на території Київської області.

## Історія
У 1957 році, відповідно наказу Міністерства комунального господарства УРСР № 48 від 28.02.1957 року створено будівельно-експлуатаційну контору «Білоцерківгаз». У 1961 році створено виробничо-експлуатаційну будівельну контору «Фастівгаз», 1963 році — «Ірпіньгаз», 1965 році — «Яготингаз», 1971 році — «Сквирагаз», 1972 році — «Васильківгаз» і «Таращагаз». У 1975 році на базі тресту «Облпромпобутгаз» створено Київське виробниче об'єднання газового господарства «Київоблгаз». У 1994 році об'єднання «Київоблгаз» перетворене у ВАТ. У 2011 році тип підприємства змінено на ПАТ «Київоблгаз».
Компанія посідає перше місце в країні за протяжністю газопроводів, що налічує 46 тис. км. Товариством здійснюється обслуговування, ремонт та будівництво газопроводів та споруд на них. Головне завдання у роботі компанії – безперебійне та безаварійне постачання природного газу всім категоріям споживачів. Оперативно 24/7 аварійно-диспетчерська служба «104» миттєво реагує на всі позаштатні ситуації.
АТ «Київоблгаз» входить до найбільших платників податків Київської області. В компанії працює 4 тис. співробітників.
До червня 2023 року «Київоблгаз» належав ПрАТ «Газтек», фактичним власником підприємства був Дмитро Фірташ.
З 29 червня 2023 року АТ «Київоблгаз» перейшло під державне управління групи компаній «Нафтогаз України».

## Структура
- Переяслав-Хмельницьке відділення;
- Білоцерківське відділення;
- Кагарлицьке відділення;
- Броварське відділення;
- Васильківське відділення;
- Вишгородське відділення;
- Таращанське відділення;
- Києво-Святошинське відділення[5].